# Discografia Justinei Băluțeanu
Discografia Justinei Băluțeanu însumează apariții discografice (discuri de gramofon, viniluri, CD-uri) ce conțin înregistrări efectuate în perioada 1958-1978, la casa de discuri Electrecord. Alte înregistrări au fost efectuate la Societatea Română de Radiodifuziune.

## Discuri Electrecord
| An   | Număr de catalog                             | Format                     | Piese | Acompaniament |
| 1960 | EPA 2907                                     | shellac, 25 cm, 78 RPM     | Sârba din caval Cântă păsările toate | Taraful Gorjului, dirijor Nicu Novac |
| 1961 | EPA 3023                                     | shellac, 25 cm, 78 RPM     | Ce stai, cucule, mirat | O.M.P.R., dirijor Victor Predescu |
| 1963 | EPE 0107                                     | vinil, LP, 30 cm, 33 ⅓ RPM | 5. Ce stai, cucule, mirat 11. Cântă păsările toate | O.M.P.R., dirijor Victor Predescu (5), Taraful Gorjului, dirijor Nicu Novac (11) |
| 1965 | EPD 1174 Cântece de nuntă                    | vinil, LP, 25 cm, 33 ⅓ RPM | 1. Nuneasca 2. Cântecul miresei 3. Cântecul mirelui 4. Cântecul darului 5. Ia-ți mireasă ziua bună 6. Șede mireasa-n grădină 7. Toată boala are leac 8. Cine n-are dor pe vale | orchestra Victor Predescu (1-4) orchestra Nicu Stănescu (5-8) |
| 1967 | EPC 719                                      | vinil, 17 cm, 33 ⅓ RPM     | 1. Hai la horă, hai 2. De-aș cânta frumos ca cucu' 3. Pădure, pădure mândră 4. Mă dusei s-ascult în luncă | orchestra George Vancu |
| 1971 | EPC 10.167                                   | vinil, 17 cm, 33 ⅓ RPM     | 1. Și băgai cu cucu-n plug 2. Mândră din Călimănești 3. Mă gândesc mai de demult 4. Decât m-aș fi despărțit | orchestra Constantin Busuioc |
| 1973 | 45-EPC 10.330                                | vinil, 17 cm, 45 RPM       | 1. Ieșii aseară pe lună 2. Cine a-nceput dragostea 3. Voinic călător 4. Cine trece pe uliță | orchestra Gelu Barabancea |
| 1978 | ST-EPE 01365/01366 Nunta la români-Oltenia   | vinil, LP, 30 cm, 33 ⅓ RPM | 2. Cu plosca 6. Bărbieritul mirelui 17. Hora miresei 18. Nuneasca 26. Dezlegul miresei | orchestra Paraschiv Oprea |
| 2007 | EDC 723 Cântece de nuntă și Cântece din Gorj | compact disc               | 1. Cu plosca 2. Hora miresei 3. Cântecul miresei 4. Cântecul mirelui 5. Barbieritul mirelui 6. Ia-ți mireasă ziua bună 7. Nuneasca 8. Cântecul darului 9. Dezlegatul miresei 10. Șade mireasa-n gradină 11. Hai la horă, hai 12. Sârba din caval 13. Cântă păsările toate 14. Cine n-are dor pe vale 15. Toată boala are leac 16. De-aș cânta frumos ca cucu’ 17. Și bagai cu cucu-n plug 18. Pădure, pădure mândră 19. Ma dusei s-ascult in luncă 20. Mă gândesc mai de demult 21. Mândra din Călimănești 22. Decât m-aș fi despărțit 23. Ieșii asară pe lună 24. Cine a-nceput dragostea 25. Cine trece pe uliță 26. Pa câmpu’ cu florile | Orchestrele dirijate de: Paraschiv Oprea (1, 2, 5, 9); Victor Predescu (3, 4, 7, 8); Nicu Stănescu (6, 10, 14, 15); George Vancu (11, 16, 18, 19); Constantin Busuioc (17, 20, 21, 22); Gelu Barabancea (23, 24, 25); Taraful Gorjului dirijat de Nicu Novac (12, 13, 26) |

## ÎnregistrăriRadio România
Toate înregistrările Justinei Băluțeanu din Fonoteca Radio România au fost efectuate pe benzi de magnetofon.
| Anul înreg. | Piese                                                             | Acompaniament                        | Note                            |
| 1958        | La fântânița din deal Pe câmpul cu florile Sârba hăulită din Gorj | Taraful Gorjului, dirijor Nicu Novac | —                               |
| 1961        | Ce stai, cucule, mirat                                            | O.M.P.R., dirijor Victor Predescu    | transpusă și pe discul EPA 3023 |
| indisp.     | Stai neicuță lângă mine                                           | O.M.P.R., dirijor Victor Predescu    | —                               |
| indisp.     | Tot ți-am zis neică ți-am zis                                     | O.M.P.R., dirijor Victor Predescu    | —                               |